# Tricholita ota
Tricholita ota är en fjärilsart som beskrevs av Barnes och Benjamin 1927. Tricholita ota ingår i släktet Tricholita och familjen nattflyn. Inga underarter finns listade i Catalogue of Life.